# Whitley Gardens
Whitley Gardens est une census-designated place du comté de San Luis Obispo, dans l'État de Californie, aux États-Unis,. En 2020, elle compte une population de 325 habitants.